# Ловелл, Джулия
Джулия Ловелл (Julia Lovell; род. 10 марта 1975) — британский синолог и переводчица. Доктор философии (2002), профессор современной китайской истории и литературы на кафедре истории, классики и археологии Биркбека Лондонского университета, член Британской академии (2019). Лауреат Jan Michalski Prize (2012) и Cundill Prize (2019).
Изучала китаистику и историю в Кембридже и Hopkins–Nanjing Center. В Кембриждском университете получила степени бакалавра китайского и истории (1997), магистра (1999) и доктора философии (2002). Также получила диплом по современной китаистике в Hopkins-Nanjing Center (1998). Преподавала в Кембридже, являлась младшим исследовательским фелло в кембриджском Куинз-колледже.
Пишет о Китае для Times, Guardian, Economist, Observer, Times Literary Supplement, Financial Times, New York Times, Wall Street Journal.
Публиковалась в Journal of Asian Studies, China Quarterly, Transactions of the Royal Historical Society.
Автор книг The Politics of Cultural Capital (Hawai’i University Press, 2006), The Great Wall (Atlantic Books, 2006), The Opium Wars: Drugs, Dreams and the Making of China (2011), Maoism: A Global History (Bodley Head, 2019).
Супруг — Роберт Макфарлейн.